# Cheiracanthium triviale
Cheiracanthium triviale là một loài nhện trong họ Miturgidae.
Loài này thuộc chi Cheiracanthium. Cheiracanthium triviale được Tord Tamerlan Teodor Thorell miêu tả năm 1895.